# Gert Loschütz
Gert Loschütz (* 9. Oktober 1946 in Genthin) ist ein deutscher Schriftsteller.

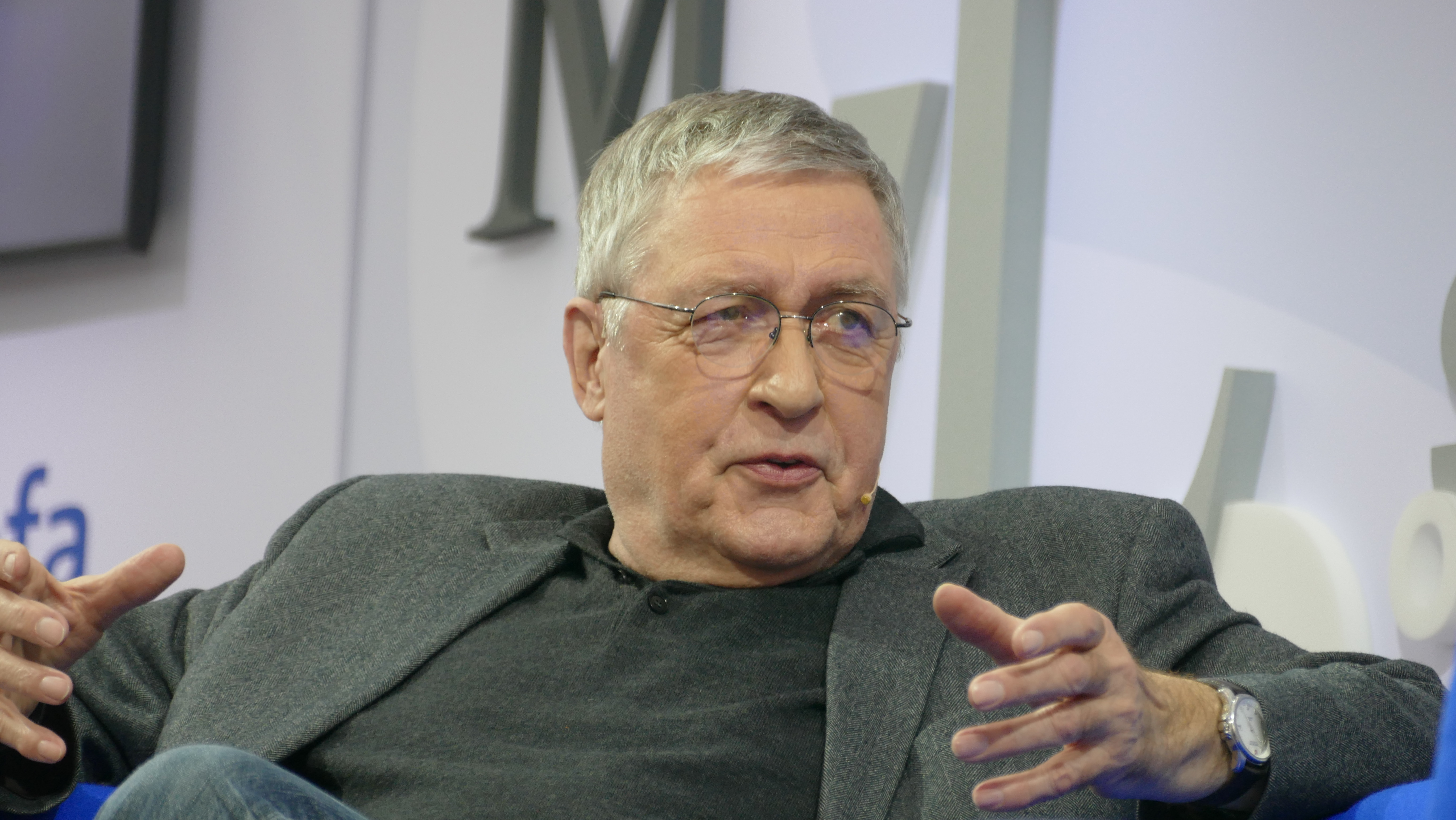
Gert Loschütz stellt auf der Leipziger Buchmesse 2018 seinen Roman Ein schönes Paar vor.

## Leben
Die Familie von Gert Loschütz übersiedelte 1957 von der DDR in die Bundesrepublik Deutschland. In Dillenburg (Hessen) besuchte er das Humanistische Gymnasium. 1965 reiste er als Schiffsjunge nach Archangelsk. Nach dem Abitur, 1966, zog er nach Berlin und studierte an der Freien Universität Geschichte, Soziologie und Publizistik, daneben arbeitete er in der Literarischen Dependance des Hermann Luchterhand Verlags. 1968 wurde Loschütz zur Tagung der Gruppe 47 auf Schloss Dobříš (CSSR) eingeladen, die wegen des Einmarschs der sowjetischen Truppen nicht stattfinden konnte. Seit 1971 ist er freier Schriftsteller. Anfang der 70er Jahre lebte er mit Elfriede Jelinek zusammen. 1977 zog er nach Frankfurt am Main. Er war Gastdramaturg am Schauspiel Frankfurt. 2000 kehrte er nach Berlin zurück und lebt dort mit seiner Familie.
Er ist seit 1988 Mitglied des PEN-Zentrums Deutschland und seit 1979 der Deutschen Akademie der Darstellenden Künste in Frankfurt am Main.

## Leistungen
Gert Loschütz ist Verfasser von Prosawerken, Lyrik, Theaterstücken, Hörspielen und Fernsehspielen. Sein Roman Dunkle Gesellschaft wurde auf die Shortlist für den Deutschen Buchpreis 2005 gewählt.

## Auszeichnungen und Ehrungen
- 1973: Villa-Massimo-Stipendium
- 1985: Georg-Mackensen-Literaturpreis
- 1987: Oldenburger Kinder- und Jugendbuchpreis für Das Pfennig-Mal. Die Geschichte von Tom Courteys Ehre und Benjamin Walz' Schande
- 1988: Ernst-Reuter-Preis für Ballade vom Tag, der nicht vorüber ist
- 1988: Hörspiel des Monats Mai für Ballade vom Tag, der nicht vorüber ist
- 1990: New-York-Stipendium des Deutschen Literaturfonds
- 1993: Burgschreiber in Beeskow/Brandenburg
- 1996: Stadtschreiber von Minden
- 1999: Writer in Residence in Oberlin/Ohio
- 2000: Eugen Viehof-Ehrengabe der Deutschen Schillerstiftung
- 2001: Stipendium Künstlerhof Schreyahn
- 2004: Stipendium Künstlerhaus Edenkoben
- 2005: Shortlist zum Deutschen Buchpreis mit Dunkle Gesellschaft
- 2005: Rheingau Literatur Preis
- 2006: Phantastik-Preis der Stadt Wetzlar für Dunkle Gesellschaft
- 2006: Calwer Hermann-Hesse-Stipendium
- 2018: Longlist zum Deutschen Buchpreis mit Ein schönes Paar
- 2018: Shortlist zum Wilhelm Raabe-Literaturpreis mit Ein schönes Paar
- 2021: Longlist zum Deutschen Buchpreis mit Besichtigung eines Unglücks
- 2021: Wilhelm Raabe-Literaturpreis für Besichtigung eines Unglücks[2]
- 2025: Günter-Grass-Preis[3]

## Werke
- Gegenstände. Gedichte und Prosa. Frankfurt am Main 1971.
- Sofern die Verhältnisse es zulassen. Drei Rollenspiele. Frankfurt am Main 1972.
- Hör mal, Klaus! Hörspiel. Stuttgart 1977.
- Diese schöne Anstrengung. Gedichte. AutorenEdition, München 1980, ISBN 3-7610-0559-8.
- Chicago spielen. Theaterstück. Frankfurt am Main 1980.
- Eine wahnsinnige Liebe. Novelle. Darmstadt u. a. 1984.
- Das Pfennig-Mal. Die Geschichte von Tom Courteys Ehre und Benjamin Walz' Schande. Erzählung mit Zeichnungen von F. K. Waechter. Darmstadt 1986.
- Flucht. Roman. Darmstadt 1990.
- Lassen Sie mich, bevor ich weiter muß, von drei Frauen erzählen. Geschichten. Darmstadt 1990.
- Der Sammler des Schreckens. Frankfurt am Main 1993.
- Unterwegs zu den Geschichten. Erzählungen. Frankfurt am Main 1998.
- Dunkle Gesellschaft. Roman in zehn Regennächten. Frankfurt am Main 2005.
- Die Bedrohung. Roman. Frankfurt am Main 2006.
- Das erleuchtete Fenster. Erzählungen. Frankfurt am Main 2007.
- Auf der Birnbaumwiese. Zeichnungen von Philip Waechter. Frankfurt am Main 2011, ISBN 978-3-89561-155-1.
- Ein schönes Paar. Roman. Frankfurt am Main 2018, ISBN 978-3-89561-156-8.
- Besichtigung eines Unglücks. Roman. Frankfurt am Main 2021, ISBN 978-3-89561-157-5.
- Ballade vom Tag, der nicht vorüber ist. Roman. Frankfurt am Main 2022, ISBN 978-3-89561-158-2.[4]

### Theaterstücke
- Lokalzeit oder die Tage nach Annas Tod. U: Schillertheater Berlin 1976
- Chicago Spielen. U: Stadttheater Lüneburg 1980
- Die Verwandten. U: Teatro Goethe Córdoba, Argentinien 1981
- Der Sammler des Schreckens. U: Die Rampe, Stuttgart 1994
- Ortswechsel. Verlag der Autoren. Frankfurt 2002

### Hörspiele
- Die Familie von Kindern gespielt. 1970 (SWF)
- Damit ein besserer Mensch aus ihm wird, sofern die Verhältnisse es zulassen. 1971 (SWF)
- Ihr Verhalten hat zu keinem Anstoß Anlaß gegeben. 1971 (SWF/BR)
- Anika auf dem Flugplatz. 1974 (SDR)
- Die Hausbewohner. 1975 (SDR)
- Die Verwandtschaft. 1975 (SDR)
- Johannes, der Seefahrer. 1975 (SDR)
- Die Verwandtschaft. (SDR)
- Hör mal, Klaus. 1976 (SWR)
- Der Anruf 1977 (BR)
- Das sprechende Bild. 1978 (SDR/NDR)
- Ortswechsel. 1980 (HR)
- Die Bedrohung. 1981 (WDR/SDR/NDR) und 1982 (Rundfunk der DDR)
- Ludwigs Meise. 1982 (SDR)
- Tom Courtneys Zirkuswelt. 1983 (SDR/NDR)
- Ballade vom Tag, der nicht vorüber ist. 1988 (SDR/WDR/NDR)[5]
- Der Mann im Käfig. 1994 (SDR/NDR)
- Die Kamera, der Traum, dann die Stimmen. 1995 (NDR/WDR/SDR)
- Besichtigung eines Unglücks. 2001 (WDR/NDR/SWR)
- Auf der Birnbaumwiese. 2011 (HR/WDR)

### Fernsehspiele
- Der Tote bin ich. 1979 (ARD)
- Wanda. 1985 (ARD)
- Der Kampfschwimmer. 1985 (ARD)
- Kotte und Klara. 1987 (ARD)

### Herausgeberschaft
- Von Buch zu Buch – Günter Grass in der Kritik. Eine Dokumentation. Neuwied u. a. 1968.
- Das Einhorn sagt zum Zweihorn. 42 Schriftsteller schreiben für Kinder. Köln 1974.
- War da was?  Theaterarbeit und Mitbestimmung am Schauspiel Frankfurt 1972–1980. Frankfurt am Main 1980.
- Von deutscher Art. Was in den Köpfen derer steckte, die sich einen Führer wünschten. Ein Familienalbum vom Dachboden. Darmstadt u. a. 1982.

### Übersetzungen
- Étienne Delessert: Dann fiel der Maus ein Stein auf den Kopf, so fing sie an die Welt zu entdecken. Köln 1973.
- Leo Lionni: Theodor oder Der sprechende Pilz. Köln 1973.
- Wie ich zuhaus einmarschiert bin. Kubanische Erzählungen, hrsg. von Peter Schultze-Kraft. mit Karl August Horst und Elfriede Jelinek. Frankfurt am Main 1973.
- Sergio Ramírez: Die Spur der Caballeros. Roman. mit Wolfgang Fleischer und Peter Schultze-Kraft. München 1981.
- Tomás González: Am Anfang war das Meer. Roman. mit Peter Schultze-Kraft und Jan Weiz. Zürich 2006.
- Tomás González: Carola Dicksons unendliche Reise. Drei Erzählungen. mit Peter Stamm und Peter Schultze-Kraft. Zürich 2007.